# Statue-menhir du Teil
La statue-menhir du Teil, appelée aussi statue-menhir d'Al Faux, est une statue-menhir appartenant au groupe rouergat découverte à Castelnau-de-Brassac (Fontrieu), dans le département du Tarn en France.

## Historique
La statue a été découverte par Alain Sompayrac en 1989 dans un champ sur un versant à forte pente. Son lieu de découverte correspond à son lieu d'érection, la pierre était couchée face contre terre. La statue-menhir est inscrite monument historique au titre d'objet depuis le 14 octobre 2019.

## Description
La statue a été gravée sur une dalle de forme ovalaire en granite 1,70 m de hauteur sur 0,95 m de largeur pour une épaisseur variant de 0,15 à 0,30 m.
La statue est complète. C'est une statue masculine. Le visage (nez, yeux), le bars et la main gauche, les deux jambes accolées sans pied sont visibles. Les attributs représentés sont le baudrier, « l'objet » et une ceinture à boucle de forme rectangulaire.
La fouille du site de découverte a permis de recueillir quelques éclats de silex et de découvrir deux dalles de schiste rapportées sur place à  une date indéterminée.